# Mont Rogers (Virginie)
Pour les articles homonymes, voir Mont Rogers.
Le mont Rogers est une montagne des comtés de Grayson et Smyth en Virginie, aux États-Unis. Avec 1 746 mètres d'altitude, c'est le point culminant de l'État, mais pas de sa chaîne de montagne, les montagnes Blue Ridge.
Il est traversé par le sentier des Appalaches et se trouve à l'intérieur de la Mount Rogers National Recreation Area et des forêts nationales de George Washington et de Jefferson.
La montagne tient son nom de William Barton Rogers, fondateur du Massachusetts Institute of Technology.

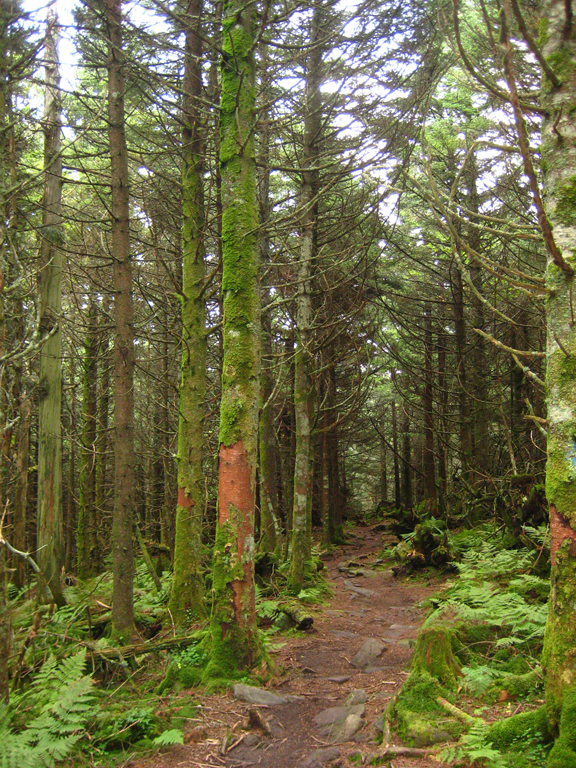
Forêt d'épicéa du mont Rogers typique de celles du sud des Appalaches en haute altitude.